# Camille Solis
Camille Solis (16 november 1971) is een wielrenster uit Belize.
Solis nam deel aan de Olympische Zomerspelen van 1996 en de Olympische Zomerspelen van 1996 aan het onderdeel wielrennen op de weg. Ze was de eerste vrouw die voor Belize op de Olympische Spelen uitkwam.